# Weddellomyces
Weddellomyces is een geslacht van schimmels behorend tot de familie Dacampiaceae. De typesoort is Weddellomyces epicallopisma.

## Soorten
Volgens Index Fungorum telt het geslacht 12 soorten (peildatum april 2022):
| Soortnaam                     | Auteur(s)                        | Publicatiejaar |
| ----------------------------- | -------------------------------- | -------------- |
| Weddellomyces aspiciliicola   | Alstrup                          | 1992           |
| Weddellomyces epicallopisma   | (Wedd.) D. Hawksw.               | 1986           |
| Weddellomyces erythrocarpae   | Nav.-Ros. & Cl. Roux             | 1995           |
| Weddellomyces gasparriniae    | (C.W. Dodge) D. Hawksw. & Iturr. | 2006           |
| Weddellomyces heterochrous    | Nav.-Ros. & Cl. Roux             | 1995           |
| Weddellomyces macrosporus     | D. Hawksw., Renob. & Coppins     | 1990           |
| Weddellomyces pachyosporicola | Nav.-Ros. & Cl. Roux             | 1995           |
| Weddellomyces periphericus    | (Taylor) Alstrup & D. Hawksw.    | 1990           |
| Weddellomyces pertusariicola  | Halıcı                           | 2010           |
| Weddellomyces protearius      | Nav.-Ros. & Cl. Roux             | 1997           |
| Weddellomyces turcicus        | Halıcı & Orange                  | 2006           |
| Weddellomyces xanthoparmeliae | Calat. & Nav.-Ros.               | 1998           |